# Phil De Fries
Phillip De Fries (Sunderland, 21 de abril de 1986) é Inglês lutador de MMA compete no Peso Pesado, recentemente foi lutador do Ultimate Fighting Championship, mas foi demitido após uma derrota. Ele é conhecido por seu jogo de chão explosivo e ótimas habilidades de finalização.

## Carreira no MMA
No início da carreira mostrou grandes habilidades de finalização derrotando Darren Towler e Stav Economou.

### Ultimate Fighting Championship
Após vencer Stav Economou, De Fries foi contratado pelo UFC.
De Fries enfrentaria em sua estréia Oli Thompson no UFC 138. Porém Thompson foi forçado a se retirar devido à uma lesão e foi substituído por Rob Broughton. De Fries venceu por Decisão Unânime.
De Fries fez sua segunda luta no UFC enfrentou Stipe Miocic no UFC on Fuel TV: Sanchez vs. Ellenberger. Perdeu por Nocaute no primeiro round.
De Fries enfrentou Oli Thompson no UFC on Fox: Shogun vs. Vera. De Fries venceu por Finalização no segundo round.
De Fries era esperado para enfrentar Matt Mitrione no UFC 155, porém Mitrione mudou de card para substituir o lesionado Shane Carwin contra Roy Nelson, e foi substituído por Todd Duffee, De Fries perdeu por Nocaute.
A luta contra Mitrione foi remarcada para o UFC on Fuel TV: Mousasi vs. Latifi e De Fries perdeu por nocaute em apenas 19 segundos do primeiro round. De Fries foi demitido do UFC após a derrota.

### Pós UFC
De Fries fez sua primeira luta após ser demitido do UFC contra Brett Rogers em 31 de Dezembro de 2013 no Inoki Bom-Ba-Ye 2013. De Fries venceu por finalização no primeiro round.
De Fries enfrentou Satoshi Ishii em 5 de Abril de 2014 no Inoki Genome Fight 1. Ele perdeu por decisão unânime.

## Cartel no MMA
| Cartel no MMA   |             |            |
| 17 lutas        | 11 vitórias | 5 derrotas |
| Por nocaute     | 0           | 4          |
| Por finalização | 10          | 0          |
| Por decisão     | 1           | 1          |
| No contest      | 1           | 1          |

| Res.    | Cartel   | Oponente        | Método                        | Evento                                  | Data       | Round | Tempo | Local                    | Notas |
| ------- | -------- | --------------- | ----------------------------- | --------------------------------------- | ---------- | ----- | ----- | ------------------------ | ----- |
| Derrota | 11-5 (1) | Thomas Denham   | Nocaute Técnico (socos)       | M4tC 16                                 | 28/02/2015 | 1     | 1:01  | Tyne and Wear            |       |
| Vitória | 11-4 (1) | Lukasz Parobiec | Finalização (mata leão)       | M4tC 15                                 | 29/11/2014 | 1     | 2:03  | Tyne and Wear            |       |
| Derrota | 10-4 (1) | Satoshi Ishii   | Decisão (unânime)             | Inoki Genome Fight 1                    | 05/04/2014 | 2     | 5:00  | Tóquio                   |       |
| Vitória | 10-3 (1) | Brett Rogers    | Finalização (mata leão)       | Inoki Bom-Ba-Ye 2013                    | 31/12/2013 | 1     | 3:43  | Tóquio                   |       |
| Derrota | 9-3 (1)  | Matt Mitrione   | Nocaute (socos)               | UFC on Fuel TV: Mousasi vs. Latifi      | 08/04/2013 | 1     | 0:19  | Estocolmo                |       |
| Derrota | 9-2 (1)  | Todd Duffee     | Nocaute (socos)               | UFC 155: Dos Santos vs. Velasquez II    | 29/12/2012 | 1     | 2:04  | Las Vegas, Nevada        |       |
| Vitória | 9–1 (1)  | Oli Thompson    | Finalização (mata leão)       | UFC on Fox: Shogun vs. Vera             | 04/08/2012 | 2     | 4:16  | Los Angeles, California  |       |
| Derrota | 8–1 (1)  | Stipe Miocic    | Nocaute (socos)               | UFC on Fuel TV: Sanchez vs. Ellenberger | 15/02/2012 | 1     | 0:43  | Omaha, Nebraska          |       |
| Vitória | 8–0 (1)  | Rob Broughton   | Decisão (unânime)             | UFC 138: Leben vs. Muñoz                | 05/11/2011 | 3     | 5:00  | Birmingham               |       |
| Vitória | 7–0 (1)  | Stav Economou   | Finalização (mata leão)       | Ultimate Warrior Challenge 16           | 02/07/2011 | 2     | 3:56  | Southend-on-Sea, Essex   |       |
| Vitória | 6–0 (1)  | Colin Robinson  | Finalização (chave de braço)  | Supremacy Fight Challenge 2             | 29/05/2011 | 1     | 1:33  | Gateshead, Tyne and Wear |       |
| Vitória | 5–0 (1)  | Andy Spiers     | Finalização (mata leão)       | Supremacy Fight Challenge 1             | 27/02/2011 | 1     | 3:14  | Gateshead, Tyne and Wear |       |
| NC      | 4–0 (1)  | Dave Wilson     | Sem Resultado (socos na nuca) | Tyneside Fighting Challenge             | 20/06/2010 | 1     | N/A   | Newcastle, Tyne and Wear |       |
| Vitória | 4–0      | Darren Towler   | Finalização (brabo choke)     | Strike and Submit 14                    | 30/05/2010 | 1     | 3:37  | Gateshead, Tyne and Wear |       |
| Vitória | 3–0      | Grant Hocking   | Finalização (mata leão)       | Strike and Submit 13                    | 28/02/2010 | 1     | 1:35  | Gateshead, Tyne and Wear |       |
| Vitória | 2–0      | Jamie Sheldon   | Finalização (mata leão)       | Strike and Submit 12                    | 04/10/2009 | 1     | 2:10  | Gateshead, Tyne and Wear |       |
| Vitória | 1–0      | Darren Towler   | Finalização (mata leão)       | Strike and Submit 10                    | 26/04/2009 | 1     | 4:48  | Gateshead, Tyne and Wear |       |